# Ala-Karvatti
Ala-Karvatti, Keski-Karvatti och Ylimmäinen Karvatti eller Korvattijärvet är sjöar i Finland. Ala-Karvatti ligger i kommunen Rovaniemi i landskapet Lappland, i den norra delen av landet, 700 km norr om huvudstaden Helsingfors. Korvattijärvet ligger 170,2 meter över havet. Arean är 36 hektar och strandlinjen är 3,36 kilometer lång. Sjön  ingår i Kemi älvs huvudavrinningsområde. 